# Коростовичи
Коросто́вичи (укр. Коростовичі) — село в Бурштынской городской общине Ивано-Франковского района Ивано-Франковской области Украины.
Население по переписи 2001 года составляло 502 человека. Занимает площадь 7,02 км². Почтовый индекс — 77122. Телефонный код — 03431.